# Фабіо Баццані
Фабіо Баццані (італ. Fabio Bazzani, нар. 20 жовтня 1976, Болонья) — італійський футболіст, що грав на позиції нападника, зокрема за «Сампдорію», а також національну збірну Італії. По завершенні ігрової кар'єри — тренер.

## Клубна кар'єра
Народився 20 жовтня 1976 року в місті Болонья. Вихованець юнацьких команд футбольних клубів «Болонья» та СПАЛ.
У дорослому футболі дебютував 1994 року виступами за аматорську команду «Іперцола», в якій провів два сезони, після чого перейшов до «Сандона» з четвертого дивізіону.
Згодом по одному сезону провів у друголіговій «Венеції», а також у третьолігових «Варезе» та «Ареццо».
2000 року повернувся до «Венеції», у складі якої за результатами сезону 2000/01 здобув підвищення до Серії A. Сезон 2001/02 почав у «Венеції», а завершував на умовах оренди в іншій вищоліговій команді, «Перуджі».
2002 року приєднався до «Сампдорії», де також став основним нападником і за результатами першого ж сезону допоміг команді вийти з другого до першого італійського дивізіону. Наступний сезон став найуспішнішим для форварда на рівні Серії A — у 32 іграх турніру йому вдалося відзначитися 13-ма голами. Був гравцем «Сампдорії» до 2007 року, поступово втративши статус основного нападника і демонструючи посередню результативність. За цей час першу половину 2015 року провів в оренді в римському «Лаціо».
Згодом сезон 2007/08 провів у друголіговій «Брешії», після чого по року відіграв у третьому дивізіоні за «Пескару» та СПАЛ.
Завершував ігрову кар'єру у команді «Меццолара» з п'ятого дивізіону, за яку виступав протягом 2010—2015 років.

## Виступи за збірну
2003 року дебютував в офіційних матчах у складі національної збірної Італії.
Загалом протягом двох років провів у формі національної команди три матчі.

## Кар'єра тренера
Завершивши виступи за «Меццолару» у 2015, залишився у команді, ставши її головним тренером.
Згодом протягом 2017–2020 років працював асистентом головного тренера в клубах «Асколі», «Венеція» та «Перуджа».
| Дата       | Місто     | Господарі | Результат | Гості   | Турнір           | Голи | Примітки |
| ---------- | --------- | --------- | --------- | ------- | ---------------- | ---- | -------- |
| 12-11-2003 | Варшава   | Польща    | 3 – 1     | Італія  | товариський матч | -    | 82'      |
| 16-11-2003 | Анкона    | Італія    | 1 – 0     | Румунія | товариський матч | -    | 55'      |
| 18-8-2004  | Рейк'явік | Ісландія  | 2 – 0     | Італія  | товариський матч | -    | 55'      |
| Усього     |           | Матчів    | 3         |         | Голів            | 0    |          |